# Tanezrouft
Tanezrouft (qui signifie « désert » en tamazight) est une région du Sahara située à cheval sur l'Algérie et le Mali, dans la partie occidentale et méridionale du Sahara. Ce reg s'étend sur environ 600 kilomètres du nord au sud et constitue l'un des déserts les plus inhospitaliers du monde.

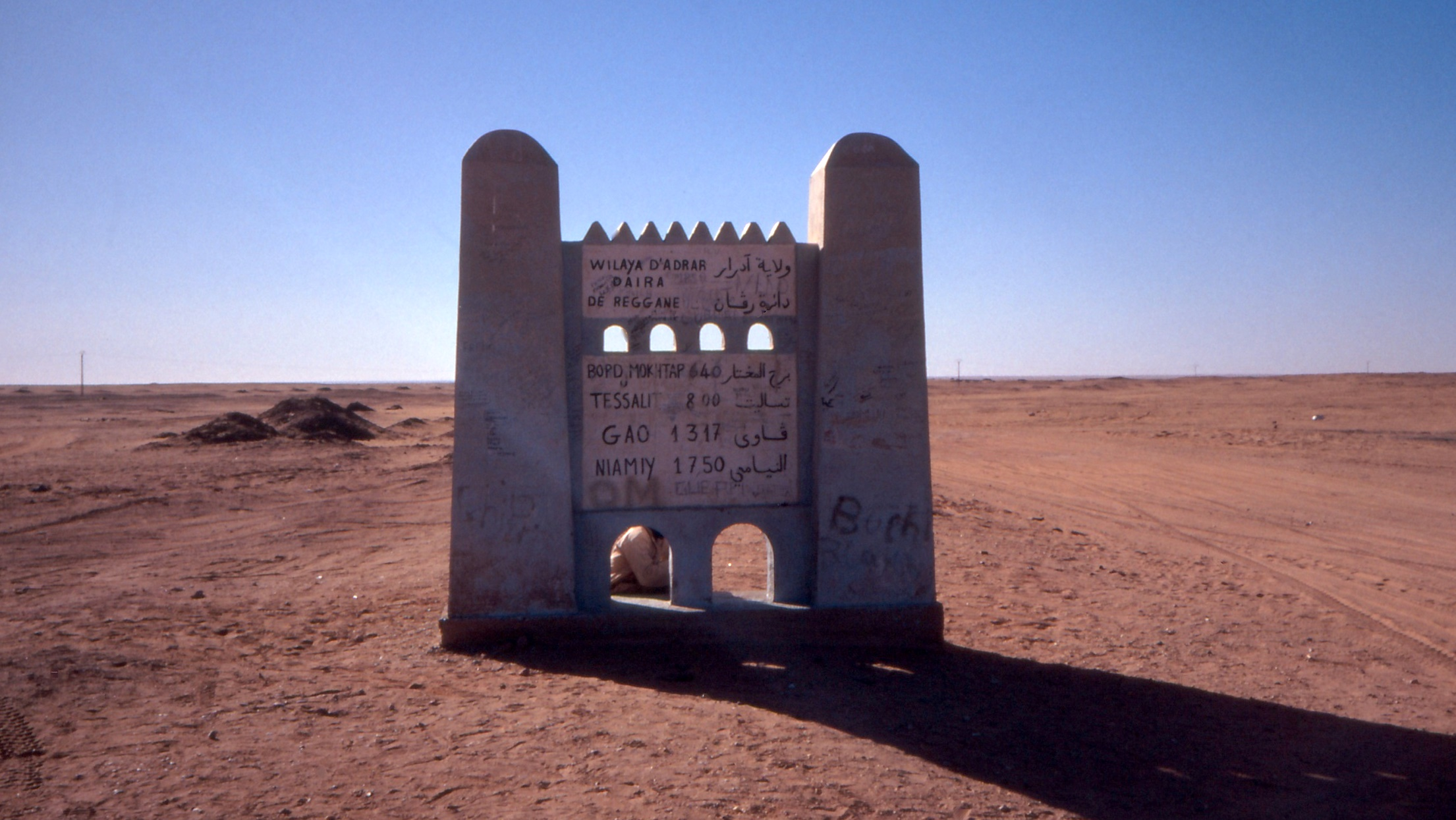
Début de la piste Tanezrouft au sud de Reggane (Algérie, 1990).

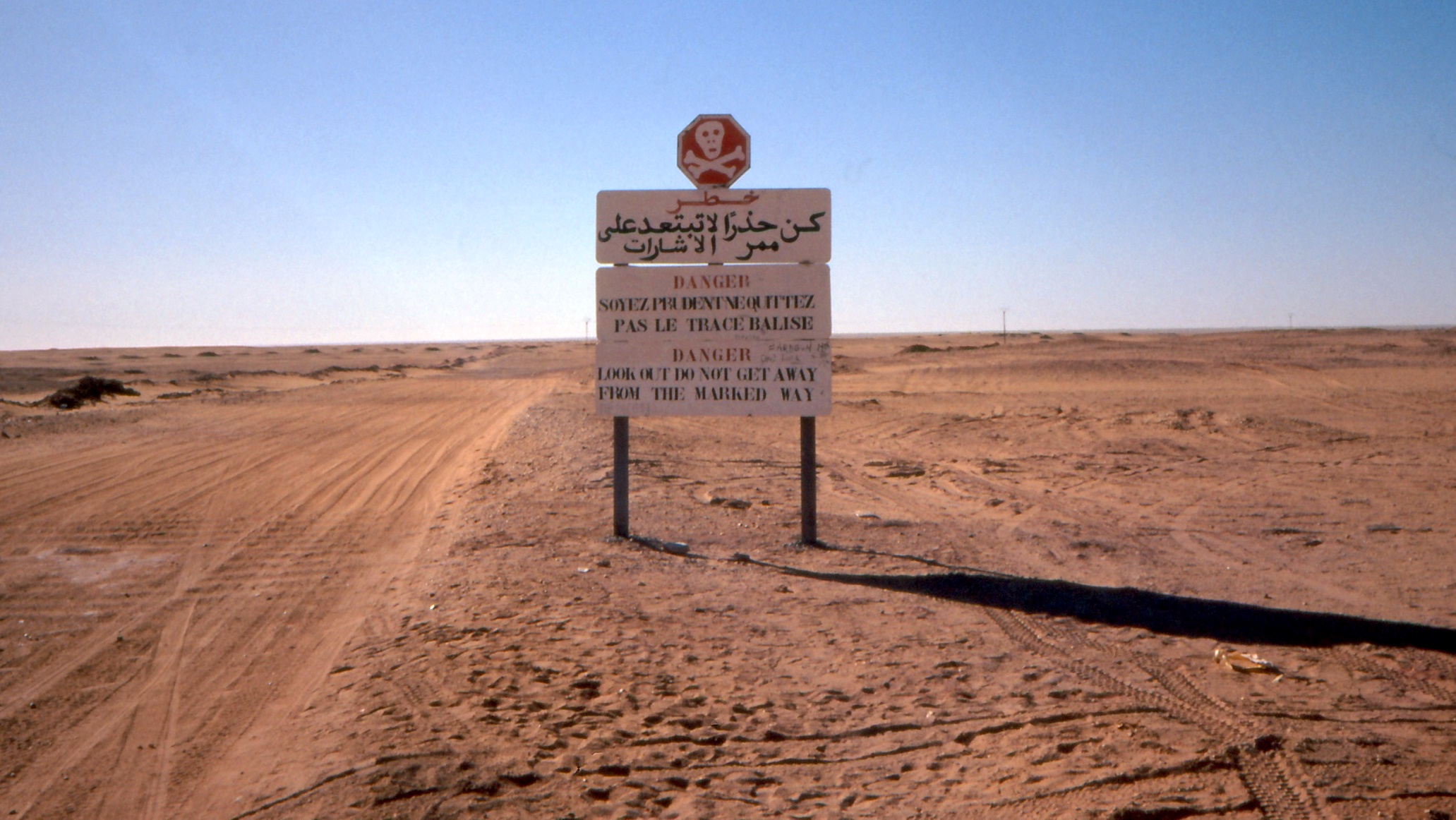
La piste du Tanezrouft en Algérie.

Le plateau de Tanezrouft abrite le point d'intersection planétaire entre le méridien de Greenwich et le tropique du Cancer, situé au sud-ouest de l'Algérie. 

## Géographie

Photo satellite de Tanezrouft, résolution de 10m. À droite, les lignes blanches sont des routes qui mènent à In Salah. Cette image a été prise le 12 janvier 2020 dans le cadre de Copernicus (programme).

Tanezrouft est une vaste plaine située à l'ouest des montagnes du Hoggar dans une immense cuvette synclinale très faiblement inclinée et orientée du nord-nord-est au sud-sud-ouest. Considérée comme un désert absolu du fait de son extrême aridité et de ses températures extrêmes (les températures maximales sont régulièrement supérieures à 50 °C), cette région totalement dépourvue de végétation n'est pas habitée de manière permanente.
Il existe cependant deux localités, Taoudeni et Teghaza, qui sont en fait des exploitations de mines de sel gemme, reliées au reste du Mali par les caravanes touareg qui en font commerce lors de l'Azalaï annuelle.

## La route transsaharienne du Tanezrouft
En 1920, la première traversée aérienne du Sahara (Alger-Tamanrasset-Tombouctou-Dakar) survole le Tanezrouft. Seuls le commandant Joseph Vuillemin et le lieutenant observateur Chalus touchent au but. Le général Laperrine meurt dans le désert, après l'accident de son appareil. Ses deux équipiers, l'adjudant Alexandre Bernard et le mécanicien Marcel Vaslin, sont sauvés par une patrouille méhariste.
En 1923, une expédition menée par Georges et René Estienne est organisée par la Compagnie générale transsaharienne (CGT) fondée la même année pour reconnaître un itinéraire entre l'Algérie et le Soudan français (actuel Mali) à travers le Tanezrouft. Sur cet itinéraire choisi par la compagnie et proposé aux automobilistes et aux aviateurs pour traverser le Sahara, permettant de relier les 1 300 km séparant Reggane de Gao, elle fait mettre des balises tous les 100 kilomètres à partir de Reggane, dernière localité habitée au nord du Tanezrouft, jusqu'à Tessalit, numérotés de 1 à 16.
Entre Reggane et Bordj-Badji-Mokhtar, il y a deux points de contrôle militaires nommés PK 200 et PK 400. Auparavant le Bidon V (180 km et avant d'arriver à Bordj-Badji-Mokhtar) est l'étape la plus célèbre de cette route, avec un dépôt d'essence et d'eau ainsi que, par la suite, le phare Vuillemin lorsqu'elle deviendra une escale aérienne. 
Actuellement[Quand ?], les deux points de contrôle ont des stations de service (carburants, restaurants, magasins) et une unité de protection civile est opérationnelle.
Les bidons de cette route appelée autrefois Mer-Niger furent remplacés par des poteaux espacés de 2 à 3 km, et équipés de balises solaires. Les balises ont été pillées et seuls les poteaux subsistent de nos jours.
Cette région fut traversée à pied en 1936 par Théodore Monod.

## Histoire
C'est vers Reggane, en Algérie, qu'explosa le 13 février 1960 la première bombe nucléaire française. Cette opération reçut le nom de Gerboise bleue.

## Culture populaire
Dans Les Enfants de Dune, troisième tome de la série de romans Dune de Frank Herbert, une partie du désert profond de la planète Arrakis est appelé le "Tanzerouft".